# Глумицы
Глу́мицы (фин. Luumitsa) — деревня в Волосовском районе Ленинградской области. Входит в состав Калитинского сельского поселения.

## История
Впервые упоминается в Писцовой книге Водской пятины 1500 года как сельцо Глумици в Спасском Зарецком погосте.
Затем как пустошь Glumitza Öde в Зарецком погосте в шведских «Писцовых книгах Ижорской земли» 1618—1623 годов.
На карте Ингерманландии А. И. Бергенгейма, составленной по шведским материалам 1676 года, она обозначена как деревня Glumitsby.
На шведской «Генеральной карте провинции Ингерманландии» 1704 года — как Glumitsabÿ.
Как деревня Глумиц она обозначена на «Географическом чертеже Ижорской земли» Адриана Шонбека 1705 года.
Деревня Глумлицы упоминается на карте Санкт-Петербургской губернии Я. Ф. Шмидта 1770 года.

ГЛУМИЦЫ — деревня принадлежит Левшиной, действительной статской советнице, число жителей по ревизии: 64 м. п., 85 ж. п. (1838 год)

Согласно карте Ф. Ф. Шуберта в 1844 году деревня Глумицы насчитывала 30 крестьянских дворов.
На этнографической карте Санкт-Петербургской губернии П. И. Кёппена 1849 года она обозначена как деревня «Lumitz», расположенная в ареале расселения савакотов. В пояснительном тексте к этнографической карте она записана как деревня Luumitz (Глумицы) и указано количество её жителей на 1848 год: савакотов — 63 м. п., 83 ж. п., всего 146 человек, «относящихся к лютеранскому приходу Спанккова».

ГЛУМИЦЫ — деревня генерал-майорши Волковой, по просёлочной дороге, число дворов — 30, число душ — 64 м. п. (1856 год)

ГЛУМИЦЫ — деревня владельческая при колодце, по просёлочной дороге от с. Рожествена к казённой Изварской лесной даче по левую сторону этого тракта, число дворов — 29, число жителей: 72 м. п., 81 ж. п. (1862 год)

В 1863 году временнообязанные крестьяне деревни выкупили свои земельные наделы у М. В. Волконской и стали собственниками земли.
В 1882 году в деревне проживал 41 питомец Воспитательного дома (19 % всего населения).

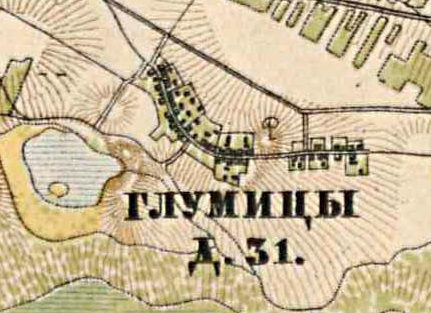
План деревни Глумицы. 1885 год

В 1885 году деревня насчитывала 31 двор.
В конце XIX — начале XX века Глумицы административно относились к Сосницкой волости 2-го стана Царскосельского уезда Санкт-Петербургской губернии. Население деревни было однородным — финским.
В 1903 году в деревне открылась школа. Учителем в ней работала «мадемуазель Грундус».
К 1913 году количество дворов уменьшилось до 30.
В 1917 году деревня Глумицы входила в состав Сосницкой волости Царскосельского уезда.
С 1917 по 1922 год деревня Глумицы входила в состав Глумицкого сельсовета Калитинской волости Детскосельского уезда.
С 1922 года в составе Заречского сельсовета.
С 1923 года в составе Венгиссаровской волости Троцкого уезда.
Согласно данным переписи населения СССР 1926 года в деревне Глумицы проживали 345 человек, большинство финны, а также русские.
С 1927 года в составе Волосовского района.
По административным данным 1933 года деревня Глумицы относилась к Заречскому сельсовету Волосовского района, в который входили 6 населённых пунктов: деревни Глумицы, Донцо, Заречье, Карголозы, Кюрлевский Карьер и Ореховка, общей численностью населения 1304 человека. Административным центром сельсовета была деревня Заречье.

План деревни Глумицы. 1934 год

Согласно топографической карте 1934 года деревня насчитывала 30 дворов.
Деревня была освобождена от немецко-фашистских оккупантов 29 января 1944 года.
С 1954 года в составе Калитинского сельсовета.
С 1963 года в составе Кингисеппского района.
С 1965 года вновь в составе Волосовского района. В 1965 году население деревни Глумицы составляло 185 человек.
По данным 1966, 1973 и 1990 годов деревня Глумицы также входила в состав Калитинского сельсовета.
В 1997 году в деревне проживали 78 человек, в 2002 году — 102 человека (русские — 95 %), в 2007 году — 90.

## География
Деревня находится  в восточной части района на автодороге 41А-003 (Кемполово — Выра — Шапки).
Расстояние до административного центра поселения — 6 км.
Расстояние до ближайшей железнодорожной станции Кикерино — 10 км.

## Демография
| 1862 | 2002 | 2007 | 2010 | 2017 |
| ---- | ---- | ---- | ---- | ---- |
| 153  | ↘102 | ↘90  | ↗91  | ↗103 |

### Национальный состав
Согласно данным Всероссийской переписи населения 2021 года в деревне проживали 79 человек, из них:
 русские — 76, узбеки — 2, украинцы — 1 человек.

## Транспорт
- От Волосова до Глумиц можно доехать на автобусе № 39
- От Гатчины до Глумиц можно доехать на автобусе № 526

## Местное самоуправление
В настоящее время старостой деревни является Андреев Александр Петрович.

## Достопримечательности
- Близ деревни находится курганно-жальничный могильник XI—XIV веков[37].

- В деревне, на месте, где 30 октября 1943 года были заживо сожжены жители деревни Большое Заречье, находится часовня иконы Божией Матери «Неопалимая Купина», построенная в 2015 году[38][39][40].

## Организации
КФХ Кузьмин Сергей Владимирович  — смешанное сельское хозяйство.

## Улицы
Дачная, Полевая, Совхозная.